# Paderno Franciacorta
Paderno Franciacorta (lombardul: Padéren) település Olaszországban, Lombardia régióban, Brescia megyében. Lakosainak száma 3635 fő (2023. január 1.). Paderno Franciacorta Castegnato, Passirano és Rodengo-Saiano községekkel határos.

## Népesség
A település lakossága az elmúlt években az alábbi módon változott:
| Lakosok száma | 3695 | 3661 | 3635 |
|               | 2017 | 2018 | 2023 |